# レイジング・フィアー
『レイジング・フィアー』（Raising Fear）は、アメリカ合衆国のヘヴィメタル・バンド、アーマード・セイントが1987年に発表した3作目のスタジオ・アルバム。

## 背景
当時バンドはクリサリス・レコードに対する不信感を強めており、ジョーイ・ヴェラによれば、本作のレコーディングは1987年1月の時点で後半戦に差しかかっていたが、そこでクリサリス側が楽曲の書き直しを要求したため、制作期間は6月までかかったという。また、ヴェラは後年「このレコードに入っている多くの曲は、俺達が経験してきた音楽業界とのしがらみについて書かれた」とコメントしている。なお、「サタデイ・ナイト・スペシャル」はクリサリスの要求により録音されたレーナード・スキナードのカヴァーである。そして、バンドは本作を最後にクリサリスとの契約を失った。

## 反響・評価
アメリカでは、1987年11月7日付のBillboard 200で最高114位を記録した。
Eduardo Rivadaviaはオールミュージックにおいて5点満点中2.5点を付け、「ケミカル・ユーフォリア」、「血ぬられた教典」、「フローズン・ウィル〜レガシー」といった曲を「数少ない聴き所」として挙げている。また、さこたはつみは『BURRN!』1987年12月号のレヴューで100点満点中78点を付け「ギターが1本になったことで、逆にフレージングに切れが出てきた」「このまま消えるには惜しいバンドだけに曲を生かす方向でがんばってもらいたい」と評している。

## 収録曲
特記なき楽曲はアーマード・セイント作。LPは10曲入りだが、同時発売されたCDには「クライシス・オブ・ライフ」が追加された。
1. レイジング・フィアー "Raising Fear" – 3:50
2. サタデイ・ナイト・スペシャル "Saturday Night Special" (Ed King, Ronnie Van Zant) – 4:23
3. 危機一髪 "Out on a Limb" – 3:34
4. 凍てついた孤独 "Isolation" – 5:54
5. ケミカル・ユーフォリア "Chemical Euphoria" – 4:44
6. クライシス・オブ・ライフ "Crisis of Life" – 4:04
7. フローズン・ウィル〜レガシー "Frozen Will/Legacy" (Dave Prichard/Armored Saint) – 6:00
8. ヒューマン・ヴァルチャー "Human Vulture" – 5:26
9. 血ぬられた教典 "Book of Blood" – 4:41
10. 戦慄 "Terror" – 4:44
11. 敗北者たち "Underdogs" – 4:19

## 参加ミュージシャン
- ジョン・ブッシュ - ボーカル
- デイヴ・プリチャード - ギター
- ジョーイ・ヴェラ - ベース、バックグラウンド・ボーカル
- ゴンゾ・サンドバル - ドラムス、パーカッション、バックグラウンド・ボーカル